# Nordische Junioren-Skiweltmeisterschaften 2021
Die 44. Nordischen Junioren-Skiweltmeisterschaften und die in diesem Rahmen ausgetragenen 16. U23-Langlauf-Weltmeisterschaften fanden vom 9. bis zum 14. Februar 2021 statt. Die Wettbewerbe im Skilanglauf wurden in Vuokatti ausgetragen. Austragungsort der Skisprungwettbewerbe und in der Nordischen Kombination ist die Salpausselkä-Schanze (K100) in Lahti. Ursprünglich sollten diese Weltmeisterschaften in Zakopane stattfinden, konnten dort aber wegen der Situation durch die COVID-19-Pandemie nicht durchgeführt werden.

## Medaillenspiegel

### Medaillenspiegel U23
| Platz  | Land        |   |   |   |    |
| ------ | ----------- | - | - | - | -- |
| 1      | Russland    | 1 | 2 | 1 | 4  |
| 2      | Norwegen    | 1 | 1 | 2 | 4  |
| 3      | Deutschland | 1 | 1 | 0 | 2  |
| 4      | Frankreich  | 1 | 0 | 0 | 1  |
| 4      | Polen       | 1 | 0 | 0 | 1  |
| 6      | Schweden    | 0 | 1 | 2 | 3  |
| Gesamt | Gesamt      | 5 | 5 | 5 | 15 |

### Medaillenspiegel Junioren
| Platz  | Land        |    |    |    |    |
| ------ | ----------- | -- | -- | -- | -- |
| 1      | Norwegen    | 6  | 2  | 2  | 10 |
| 2      | Österreich  | 4  | 2  | 2  | 8  |
| 3      | Russland    | 2  | 3  | 1  | 6  |
| 4      | Schweden    | 1  | 2  | 1  | 4  |
| 4      | Finnland    | 1  | 2  | 1  | 4  |
| 6      | Polen       | 1  | 0  | 1  | 2  |
| 7      | Frankreich  | 0  | 2  | 0  | 2  |
| 8      | Slowenien   | 0  | 1  | 2  | 3  |
| 9      | Deutschland | 0  | 1  | 1  | 2  |
| 10     | Italien     | 0  | 0  | 2  | 2  |
| 11     | Schweiz     | 0  | 0  | 1  | 1  |
| 11     | Kanada      | 0  | 0  | 1  | 1  |
| Gesamt | Gesamt      | 15 | 15 | 15 | 45 |

## Skilanglauf U23 Männer

### Sprint klassisch
| Platz | Sportler            | Land               |
| ----- | ------------------- | ------------------ |
| 1     | Alexander Terentjew | Russland           |
| 2     | Aron Åkre Rysstad   | Norwegen           |
| 3     | Sergei Ardaschew    | Russland           |
| 4     | Lauri Mannila       | Finnland           |
| 5     | Denis Filimonow     | Russland           |
| 6     | Andrei Kusnezow     | Russland           |
| 7     | Ondřej Černý        | Tschechien         |
| 8     | Simone Mocellini    | Italien            |
| 9     | Janik Riebli        | Schweiz            |
| 10    | Verneri Poikonen    | Finnland           |
| 11    | Ben Ogden           | Vereinigte Staaten |
| 12    | Valerio Grond       | Schweiz            |

Datum: 11. Februar 2021

Es waren 68 Teilnehmer am Start.

Weitere Teilnehmer aus deutschsprachigen Ländern:

 Anian Sossau: 15. Platz

 Cyril Fähndrich: 20. Platz

 Florian Knopf: 33. Platz

 Lukas Mrkonjic: 38. Platz

 Mika Vermeulen: 40. Platz

 Albert Kuchler: 53. Platz

### 15 km Freistil
| Platz | Sportler               | Land               | Zeit        |
| ----- | ---------------------- | ------------------ | ----------- |
| 1     | Hugo Lapalus           | Frankreich         | 35:27,6 min |
| 2     | Friedrich Moch         | Deutschland        | 35:41,4 min |
| 3     | Iver Tildheim Andersen | Norwegen           | 35:46,3 min |
| 4     | William Poromaa        | Schweden           | 35:48,5 min |
| 5     | Håvard Moseby          | Norwegen           | 35:52,6 min |
| 6     | Johan Herbert          | Schweden           | 35:59,7 min |
| 7     | Kirill Kiliwnjuk       | Russland           | 36:15,7 min |
| 8     | Mikajel Mikajeljan     | Armenien           | 36:17,1 min |
| 9     | Gus Schumacher         | Vereinigte Staaten | 36:19,9 min |
| 10    | Mika Vermeulen         | Österreich         | 36:21,3 min |

Datum: 12. Februar 2021

Es waren 70 Teilnehmer am Start.

Weitere Teilnehmer aus deutschsprachigen Ländern:

 Albert Kuchler: 14. Platz

 Florian Knopf: 32. Platz

 Cyril Fähndrich: 41. Platz

 Anian Sossau: 46. Platz

## Skilanglauf U23 Frauen

### Sprint klassisch
| Platz | Sportler               | Land               |
| ----- | ---------------------- | ------------------ |
| 1     | Lisa Lohmann           | Deutschland        |
| 2     | Christina Mazokina     | Russland           |
| 3     | Louise Lindström       | Schweden           |
| 4     | Ingrid Gulbrandsen     | Norwegen           |
| 5     | Tereza Beranová        | Tschechien         |
| 6     | Anastassija Falejewa   | Russland           |
| 7     | Hailey Swirbul         | Vereinigte Staaten |
| 8     | Jasmin Kähärä          | Finnland           |
| 9     | Patrīcija Eiduka       | Lettland           |
| 10    | Hedda Østberg Amundsen | Norwegen           |
| 11    | Izabela Marcisz        | Polen              |
| 12    | Natalija Mekrjukowa    | Russland           |

Datum: 11. Februar 2021

Es waren 57 Sportlerinnen am Start.

Weitere Teilnehmerinnen aus deutschsprachigen Ländern:

 Alexandra Danner: 20. Platz

 Désirée Steiner: 27. Platz

 Lena Keck: 30. Platz

 Jessica Löschke: 33. Platz

 Lea Fischer: 36. Platz

 Nina Riedener: 49. Platz

### 10 km Freistil
| Platz | Sportler               | Land               | Zeit        |
| ----- | ---------------------- | ------------------ | ----------- |
| 1     | Izabela Marcisz        | Polen              | 28:13,6 min |
| 2     | Louise Lindström       | Schweden           | 28:24,8 min |
| 3     | Hedda Østberg Amundsen | Norwegen           | 28:33,2 min |
| 4     | Flora Dolci            | Frankreich         | 28:45,0 min |
| 5     | Sophia Laukli          | Vereinigte Staaten | 28:45,8 min |
| 6     | Synne Arnesen          | Norwegen           | 28:49,9 min |
| 7     | Patrīcija Eiduka       | Lettland           | 28:56,1 min |
| 8     | Hailey Swirbul         | Vereinigte Staaten | 28:57,4 min |
| 9     | Tiril Liverud Knudsen  | Norwegen           | 29:05,6 min |
| 10    | Anna Gruchwina         | Russland           | 29:13,0 min |

Datum: 12. Februar 2021

Es waren 55 Athletinnen am Start.

Weitere Teilnehmerinnen aus deutschsprachigen Ländern:

 Amelie Hofmann: 16. Platz

 Lena Keck: 30. Platz

 Désirée Steiner: 34. Platz

 Nina Riedener: 42. Platz

## Skilanglauf U23 Mixed

### 4 × 5-km-Staffel
| Platz | Sportler                                                                 | Land               | Gesamtzeit  |
| ----- | ------------------------------------------------------------------------ | ------------------ | ----------- |
| 1     | Synne Arnesen Jon Rolf Skamo Hope Håvard Moseby Hedda Østberg Amundsen   | Norwegen           | 52:52,9 min |
| 2     | Anastassija Falejewa Sergei Ardaschew Alexander Terentjew Anna Gruchwina | Russland           | 52:56,8 min |
| 3     | Hanna Abrahamsson Fredrik Andersson Johan Herbert Louise Lindström       | Schweden           | 53:00,6 min |
| 4     | Mélissa Gal Théo Schely Tom Mancini Flora Dolci                          | Frankreich         | 53:02,6 min |
| 5     | Hailey Swirbul Gus Schumacher Hunter Wonders Sophia Laukli               | Vereinigte Staaten | 53:09,6 min |
| 6     | Lisa Lohmann Albert Kuchler Friedrich Moch Amelie Hofmann                | Deutschland        | 53:54,6 min |
| 7     | Jasmin Kähärä Petteri Koivisto Remi Lindholm Emmi Lamsa                  | Finnland           | 54:37,2 min |
| 8     | Martina Di Centa Michele Gasperi Davide Graz Chiara De Zolt Ponte        | Italien            | 55:01,5 min |

Datum: 13. Februar 2021

## Skilanglauf Junioren

### Sprint klassisch
| Platz | Sportler             | Land        |
| ----- | -------------------- | ----------- |
| 1     | Niilo Moilanen       | Finnland    |
| 2     | Lars Agnar Hjelmeset | Norwegen    |
| 3     | Emil Danielsson      | Schweden    |
| 4     | George Ersson        | Schweden    |
| 5     | Nikolai Elde Holmboe | Norwegen    |
| 6     | Wladimir Ribkin      | Russland    |
| 7     | Edvin Anger          | Schweden    |
| 8     | Wiktor Schul         | Russland    |
| 9     | Truls Gisselman      | Schweden    |
| 10    | Jan Stölben          | Deutschland |

Datum: 9. Februar 2021

Es waren 97 Teilnehmer am Start.

Weitere Teilnehmer aus deutschsprachigen Ländern:

 Elias Keck: 14. Platz

 Ilan Pittier: 19. Platz

 Antonin Savary: 23. Platz

 Jan-Friedrich Doerks: 32. Platz

 Nicola Wigger: 35. Platz

 Cla-Ursin Nufer: 39. Platz

 Korbinian Heiland: 54. Platz

 Robin Frommelt: 67. Platz

 Philip Wieser: 83. Platz

 Tobias Frommelt: 87. Platz

### 10 km Freistil
| Platz | Sportler              | Land               | Zeit        |
| ----- | --------------------- | ------------------ | ----------- |
| 1     | Martin Kirkeberg Mørk | Norwegen           | 24:26,6 min |
| 2     | Alexander Stahlberg   | Finnland           | 24:41,5 min |
| 3     | Olivier Léveillé      | Kanada             | 24:53,9 min |
| 4     | Jonas Vika            | Norwegen           | 24:59,3 min |
| 5     | Zanden McMullen       | Vereinigte Staaten | 25:06,6 min |
| 6     | Edvard Sandvik        | Norwegen           | 25:15,8 min |
| 7     | Elia Barp             | Italien            | 25:20,3 min |
| 8     | Niko Anttola          | Finnland           | 25:24,4 min |
| 9     | Alexander Iwschin     | Russland           | 25:25,4 min |
| 10    | Thomas Stephen        | Kanada             | 25:29,8 min |

Datum: 12. Februar 2021

Es waren 96 Teilnehmer am Start.

Weitere Teilnehmer aus deutschsprachigen Ländern:

 Jan-Friedrich Doerks: 15. Platz

 Philip Wieser: 24. Platz

 Antonin Savary: 28. Platz

 Jan Stölben: 29. Platz

 Cla-Ursin Nufer: 40. Platz

 Erik Engel: 44. Platz

 Killian Koller: 48. Platz

 Niclas Steiger: 51. Platz

 Alexander Brandner: 54. Platz

 Micha Büchel: 60. Platz

 Robin Frommelt: 67. Platz

### 30 km klassisch Massenstart
| Platz | Sportler               | Land        | Zeit         |
| ----- | ---------------------- | ----------- | ------------ |
| 1     | Alexander Iwschin      | Russland    | 1:21:22,2 h. |
| 2     | Jan-Friedrich Doerks   | Deutschland | 1:21:24,8 h. |
| 3     | Alexander Stahlberg    | Finnland    | 1:21:27,8 h. |
| 4     | Wiktor Schul           | Russland    | 1:22:00,7 h. |
| 5     | Thomas Stephen         | Kanada      | 1:22:02,1 h. |
| 6     | Korbinian Heiland      | Deutschland | 1:22:02,5 h. |
| 7     | Alessandro Chiocchetti | Italien     | 1:22:02,8 h. |
| 8     | Truls Gisselman        | Schweden    | 1:22:03,5 h. |
| 9     | Lars Agnar Hjelmeset   | Norwegen    | 1:22:14,2 h. |
| 10    | Martin Kirkeberg Mørk  | Norwegen    | 1:22:18,2 h. |

Datum: 14. Februar 2021

Es waren 77 Teilnehmer am Start.

Weitere Teilnehmer aus deutschsprachigen Ländern:

 Nicola Wigger: 13. Platz

 Cla-Ursin Nufer: 17. Platz

 Kilian Koller: 25. Platz

 Antonin Savary: 33. Platz

 Robin Frommelt: 44. Platz

 Micha Büchel: 47. Platz

 Philip Wieser: 56. Platz

 Ilan Pittier: 61. Platz

 Erik Engel: 68. Platz

 Tobias Frommelt: 70. Platz

 Elias Keck: DNF

### 4 × 5-km-Staffel
| Platz | Sportler                                                             | Land               | Gesamtzeit  |
| ----- | -------------------------------------------------------------------- | ------------------ | ----------- |
| 1     | Edvard Sandvik Jonas Vika Martin Kirkeberg Mørk Lars Agnar Hjelmeset | Norwegen           | 49:45,3 min |
| 2     | Niilo Moilanen Niko Anttola Eemil Helander Alexander Stahlberg       | Finnland           | 50:05,3 min |
| 3     | Fabio Longo Alessandro Chiocchetti Luca Sclisizzo Elia Barp          | Italien            | 50:07,9 min |
| 4     | Wiktor Schul Alexander Iwschin Nikita Rodionov Sergei Wolkow         | Russland           | 50:08,0 min |
| 5     | Elias Keck Korbinian Heiland Jan-Friedrich Doerks Jan Stölben        | Deutschland        | 50:52,9 min |
| 6     | Xavier McKeever Thomas Stephen Joe Davis Olivier Léveillé            | Kanada             | 50:55,1 min |
| 7     | George Ersson Emil Danielsson Truls Gisselman Edvin Anger            | Schweden           | 51:11,2 min |
| 8     | Michael Earnhart Zanden McMullen Will Koch John Steel Hagenbuch      | Vereinigte Staaten | 51:12,7 min |

Datum: 13. Februar 2021

## Skilanglauf Juniorinnen

### Sprint  klassisch
| Platz | Sportler            | Land     |
| ----- | ------------------- | -------- |
| 1     | Monika Skinder      | Polen    |
| 2     | Moa Hansson         | Schweden |
| 3     | Karolina Kaleta     | Polen    |
| 4     | Weronika Stepanowa  | Russland |
| 5     | Vilma Ryytty        | Finnland |
| 6     | Maria Hartz Melling | Norwegen |
| 7     | Siiri Kaijansinkko  | Finnland |
| 8     | Anna Heggen         | Norwegen |
| 9     | Uljana Nikolowa     | Russland |
| 10    | Siri Wigger         | Schweiz  |

Datum: 9. Februar 2021

Es waren 84 Teilnehmerinnen am Start.

Weitere Teilnehmerinnen aus deutschsprachigen Ländern:

 Verena Veit: 11. Platz

 Nadja Kälin: 14. Platz

 Linda Schumacher: 23. Platz

 Germana Thannheimer: 29. Platz

 Lara Dellit: 44. Platz

 Magdalena Scherz: 50. Platz

 Witta-Luisa Walcher: 61. Platz

 Ramona Schöpfer: 64. Platz

### 5 km Freistil
| Platz | Sportler             | Land                | Zeit        |
| ----- | -------------------- | ------------------- | ----------- |
| 1     | Weronika Stepanowa   | Russland            | 13:44,3 min |
| 2     | Jewgenija Krupizkaja | Russland            | 14:00,8 min |
| 3     | Margrethe Bergane    | Norwegen            | 14:11,7 min |
| 4     | Moa Hansson          | Schweden            | 14:12,6 min |
| 5     | Lisa Ingesson        | Schweden            | 14:15,9 min |
| 6     | Dinigeer Yilamujiang | Volksrepublik China | 14:21,6 min |
| 7     | Karolina Kaleta      | Polen               | 14:26,9 min |
| 8     | Anna Koschinowa      | Russland            | 14:28,4 min |
| 9     | Ida Haapala          | Finnland            | 14:31,4 min |
| 10    | Olga Zhouludeva      | Russland            | 14:31,8 min |

Datum: 12. Februar 2021

Es waren 86 Teilnehmerinnen am Start.

Weitere Teilnehmerinnen aus deutschsprachigen Ländern:

 Helen Hoffmann: 11. Platz

 Siri Wigger: 19. Platz

 Anja Weber: 24. Platz

 Linda Schumacher: 31. Platz

 Witta-Luisa Walcher: 33. Platz

 Saskia Nürnberger: 39. Platz

 Lara Dellit: 46. Platz

 Nadja Kälin: 54. Platz

 Magdalena Scherz: 55. Platz

 Marina Kälin: 56. Platz

### 15 km klassisch Massenstart
| Platz | Sportler             | Land        | Zeit        |
| ----- | -------------------- | ----------- | ----------- |
| 1     | Margrethe Bergane    | Norwegen    | 45:37,7 min |
| 2     | Lisa Eriksson        | Schweden    | 46:02,1 min |
| 3     | Helen Hoffmann       | Deutschland | 46:03,3 min |
| 4     | Jewgenija Krupizkaja | Russland    | 46:05,7 min |
| 5     | Märta Rosenberg      | Schweden    | 46:38,4 min |
| 6     | Nadja Kälin          | Schweiz     | 46:51,2 min |
| 7     | Moa Hansson          | Schweden    | 46:51,3 min |
| 8     | Lisa Ingesson        | Schweden    | 46:53,7 min |
| 9     | Runa Ulvang          | Norwegen    | 46:55,9 min |
| 10    | Anja Weber           | Schweiz     | 47:03,1 min |

Datum: 14. Februar 2021

Es waren 69 Teilnehmerinnen am Start.

Weitere Teilnehmerinnen aus deutschsprachigen Ländern:

 Germana Thannheimer: 11. Platz

 Saskia Nürnberger: 29. Platz

 Lara Dellit: 31. Platz

 Marina Kälin: 35. Platz

 Siri Wigger: DNF

 Witta-Luisa Walcher: DNF

 Magdalena Scherz: DNF

### 4 × 3,3-km-Staffel
| Platz | Sportler                                                                | Land        | Gesamtzeit  |
| ----- | ----------------------------------------------------------------------- | ----------- | ----------- |
| 1     | Märta Rosenberg Lisa Eriksson Lisa Ingesson Moa Hansson                 | Schweden    | 37:50,5 min |
| 2     | Anna Koschinowa Jewgenija Krupizkaja Olga Zhouludeva Weronika Stepanowa | Russland    | 37:50,8 min |
| 3     | Maria Hartz Melling Emma Kirkeberg Mørk Anna Heggen Margrethe Bergane   | Norwegen    | 38:16,9 min |
| 4     | Nadja Kälin Siri Wigger Anja Weber Marina Kälin                         | Schweiz     | 39:21,3 min |
| 5     | Vilma Ryytty Siiri Kaijansinkko Ida Haapala Hilla Niemelä               | Finnland    | 39:23,1 min |
| 6     | Daria Szkurat Monika Skinder Karolina Kukuczka Karolina Kaleta          | Polen       | 39:29,7 min |
| 7     | Johanna Udras Kaidy Kaasiku Keidy Kaasiku Eliisabet Kool                | Estland     | 39:37,6 min |
| 8     | Germana Thannheimer Verena Veit Helen Hoffmann Linda Schumacher         | Deutschland | 40:02,6 min |

Datum: 13. Februar 2021

## Nordische Kombination Junioren

### Gundersen (Normalschanze HS 100/10 km)
| Platz | Sportler           | Land        | Punkte | Gesamtzeit  |
| ----- | ------------------ | ----------- | ------ | ----------- |
| 1     | Johannes Lamparter | Österreich  | 122,6  | 26:24,3 min |
| 2     | Mattéo Baud        | Frankreich  | 120,9  | 27:13,7 min |
| 3     | Stefan Rettenegger | Österreich  | 115,6  | 27:20,2 min |
| 4     | Otto Niittykoski   | Finnland    | 114,9  | 27:53,8 min |
| 5     | Andreas Skoglund   | Norwegen    | 108,4  | 28:12,6 min |
| 6     | Manuel Einkemmer   | Österreich  | 115,2  | 28:12,6 min |
| 7     | Perttu Reponen     | Finnland    | 100,2  | 28:30,2 min |
| 8     | Kodai Kimura       | Japan       | 106,9  | 28:39,1 min |
| 9     | Christian Frank    | Deutschland | 109,9  | 28:51,4 min |
| 10    | Eidar Johan Strøm  | Norwegen    | 112,8  | 29:01,9 min |

Datum: 11. Februar 2021

Es waren 49 Teilnehmer am Start.
Die Athleten legten beim Langlauf eine Höhendifferenz von 56 m sowie einen Gesamtanstieg von 400 m zurück.

Weitere Teilnehmer aus deutschsprachigen Ländern:

 Florian Kolb: 11. Platz

 Tristan Sommerfeldt: 15. Platz

 Jan Andersen: 20. Platz

 Stefano Radovan: 22. Platz

 Domenico Mariotti: 23. Platz

 Simon Mach: 25. Platz

 Iacopo Bartolas: 26. Platz

 Pascal Müller: 28. Platz

## Nordische Kombination Juniorinnen

### Gundersen (Normalschanze HS 100/5 km)
| Platz | Sportler             | Land       | Punkte | Gesamtzeit  |
| ----- | -------------------- | ---------- | ------ | ----------- |
| 1     | Gyda Westvold Hansen | Norwegen   | 117,8  | 15:24,8 min |
| 2     | Marte Leinan Lund    | Norwegen   | 105,9  | 16:30,5 min |
| 3     | Lisa Hirner          | Österreich | 98,8   | 16:33,8 min |
| 4     | Yuna Kasai           | Japan      | 102,2  | 16:56,7 min |
| 5     | Ayane Miyazaki       | Japan      | 95,5   | 17:06,1 min |
| 6     | Daniela Dejori       | Italien    | 92,3   | 17:07,1 min |
| 7     | Marija Kusmina       | Russland   | 85,7   | 17:07,2 min |
| 8     | Ema Volavšek         | Slowenien  | 94,2   | 17:15,8 min |
| 9     | Annika Sieff         | Italien    | 107,1  | 17:29,9 min |
| 10    | Mille Moen Flatla    | Norwegen   | 106,2  | 17:45,2 min |

Datum: 10. Februar 2021

Es waren 33 Teilnehmerinnen am Start.

Weitere Teilnehmerinnen aus deutschsprachigen Ländern:

 Maria Gerboth: 11. Platz

 Jenny Nowak: 12. Platz

 Sigrun Kleinrath: 15. Platz

 Cindy Haasch: 16. Platz

 Sophia Maurus: 17. Platz

 Laura Pletz: 19. Platz

 Annalena Slamik: 22. Platz

## Nordische Kombination Mixed

### Mannschaft (Normalschanze HS 100/5km, 2 × 2,5km, 5km)
| Platz | Sportler                                                                  | Land               | Punkte | Gesamtzeit  |
| ----- | ------------------------------------------------------------------------- | ------------------ | ------ | ----------- |
| 1     | Eidar Johan Strøm Marte Leinan Lund Gyda Westvold Hansen Andreas Skoglund | Norwegen           | 113,0  | 41:29,1 min |
| 2     | Manuel Einkemmer Lisa Hirner Sigrun Kleinrath Stefan Rettenegger          | Österreich         | 112,7  | 41:33,1 min |
| 3     | Iacopo Bortolas Annika Sieff Daniela Dejori Domenico Mariotti             | Italien            | 102,9  | 42:21,1 min |
| 4     | Christian Frank Jenny Nowak Maria Gerboth Tristan Sommerfeldt             | Deutschland        | 099,5  | 42:22,7 min |
| 5     | Yūto Nishikata Yuna Kasai Ayane Miyazaki Kodai Kimura                     | Japan              | 103,5  | 43:09,7 min |
| 6     | Niklas Malacinski Alexa Brabec Annika Malacinski Evan Nichols             | Vereinigte Staaten | 092,1  | 44:37,8 min |

Datum: 12. Februar 2021

## Skispringen Junioren

### Normalschanze
| Platz | Sportler               | Land       | Weite 1 | Weite 2 | Punkte |
| ----- | ---------------------- | ---------- | ------- | ------- | ------ |
| 1     | Niklas Bachlinger      | Österreich | 96,0 m  | 95,5 m  | 263,9  |
| 2     | David Haagen           | Österreich | 96,0 m  | 95,5 m  | 263,3  |
| 3     | Dominik Peter          | Schweiz    | 97,5 m  | 95,0 m  | 261,5  |
| 4     | Daniel Tschofenig      | Österreich | 94,0 m  | 94,5 m  | 256,9  |
| 5     | Jernej Presečnik       | Slowenien  | 92,5 m  | 94,0 m  | 251,3  |
| 6     | Ren Nikaidō            | Japan      | 95,5 m  | 93,0 m  | 250,8  |
| 7     | Elias Medwed           | Österreich | 92,0 m  | 92,5 m  | 247,0  |
| 8     | Bendik Jakobsen Heggli | Norwegen   | 92,0 m  | 93,0 m  | 245,1  |
| 9     | Rok Masle              | Slowenien  | 92,0 m  | 91,5 m  | 243,8  |
| 10    | Žak Mogel              | Slowenien  | 89,5 m  | 92,0 m  | 243,3  |

Datum: 11. Februar 2021

Es waren 54 Teilnehmerinnen am Start.

Weitere Teilnehmerinnen aus deutschsprachigen Ländern:

 Quirin Modricker: 21. Platz

 Simon Spiewok: 26. Platz

 Olan Lacroix: 29. Platz

 Eric Fuchs: 34. Platz

 Claudio Haas: 36. Platz

### Mannschaftsspringen Normalschanze
| Platz | Sportler                                                                     | Land        | Weite 1                     | Weite 2                     | Punkte |
| ----- | ---------------------------------------------------------------------------- | ----------- | --------------------------- | --------------------------- | ------ |
| 1     | David Haagen Daniel Tschofenig Elias Medwed Niklas Bachlinger                | Österreich  | 93,0 m 94,0 m 93,0 m 95,5 m | 93,0 m 92,0 m 98,0 m 91,0 m | 986,2  |
| 2     | Žak Mogel Jan Bombek Rok Masle Jernej Presečnik                              | Slowenien   | 88,0 m 88,0 m 90,5 m 90,5 m | 88,0 m 86,0 m 94,5 m 92,5 m | 914,7  |
| 3     | Ilja Mankow Maxim Kolobow Danil Sadrejew Michail Purtow                      | Russland    | 88,5 m 88,5 m 90,5 m 91,5 m | 87,5 m 84,5 m 96,0 m 92,5 m | 903,1  |
| 4     | Iver Olaussen Adrian Thon Gundersrud Benjamin Østvold Bendik Jakobsen Heggli | Norwegen    | 87,0 m 86,0 m 91,0 m 93,5 m | 86,5 m 84,5 m 92,0 m 96,0 m | 901,7  |
| 5     | Mathis Contamine Jack White Alessandro Batby Valentin Foubert                | Frankreich  | 87,0 m 85,0 m 86,0 m 90,0 m | 86,0 m 84,0 m 90,5 m 87,5 m | 852,4  |
| 6     | Sota Kudō Tatsunao Kobayashi Daimatsu Takehana Ren Nikaidō                   | Japan       | 83,5 m 87,0 m 83,0 m 91,5 m | 79,0 m 80,5 m 86,5 m 94,5 m | 827,4  |
| 7     | Mattia Galliani Daniel Moroder Francesco Cecon Giovanni Bresadola            | Italien     | 79,5 m 85,5 m 89,5 m 91,5 m | 79,5 m 80,0 m 90,5 m 89,5 m | 824,9  |
| 8     | Quirin Modricker Claudio Haas Eric Fuchs Simon Spiewok                       | Deutschland | 82,5 m 85,5 m 83,0 m 87,0 m | 83,5 m 84,5 m 82,5 m 91,0 m | 806,5  |

Datum: 12. Februar 2021

## Skispringen Juniorinnen

### Normalschanze
| Platz | Sportler             | Land       | Weite 1 | Weite 2 | Punkte |
| ----- | -------------------- | ---------- | ------- | ------- | ------ |
| 1     | Thea Minyan Bjørseth | Norwegen   | 98,0 m  | 92,0 m  | 239,0  |
| 2     | Joséphine Pagnier    | Frankreich | 90,0 m  | 91,0 m  | 218,5  |
| 3     | Jerneja Brecl        | Slowenien  | 89,0 m  | 91,5 m  | 213,0  |
| 4     | Lisa Eder            | Österreich | 90,5 m  | 88,0 m  | 208,7  |
| 5     | Anna Schpynjowa      | Russland   | 85,5 m  | 88,5 m  | 194,6  |
| 6     | Klára Ulrichová      | Tschechien | 85,0 m  | 87,5 m  | 194,1  |
| 7     | Hannah Wiegele       | Österreich | 83,0 m  | 90,0 m  | 193,2  |
| 8     | Anna Twardosz        | Polen      | 84,0 m  | 85,0 m  | 190,0  |
| 9     | Jessica Malsiner     | Italien    | 82,5 m  | 87,0 m  | 186,2  |
| 10    | Alexandra Baranzewa  | Russland   | 84,5 m  | 85,5 m  | 185,3  |

Datum: 11. Februar 2021

Es waren 47 Teilnehmerinnen am Start.

Weitere Teilnehmerinnen aus deutschsprachigen Ländern:

 Julia Mühlbacher: 12. Platz

 Lia Böhme: 15. Platz

 Vanessa Moharitsch: 22. Platz

 Selina Freitag: 27. Platz

 Michelle Göbel: 32. Platz

 Josephin Laue: 33. Platz

 Martina Ambrosi: 36. Platz

 Martina Zanitzer: 39. Platz

 Emely Torazza: 41. Platz

### Mannschaftsspringen Normalschanze
| Platz | Sportler                                                                | Land        | Weite 1                     | Weite 2                     | Punkte |
| ----- | ----------------------------------------------------------------------- | ----------- | --------------------------- | --------------------------- | ------ |
| 1     | Hannah Wiegele Vanessa Moharitsch Julia Mühlbacher Lisa Eder            | Österreich  | 91,5 m 87,5 m 87,0 m 94,0 m | 90,5 m 91,0 m 89,0 m 90,5 m | 883,6  |
| 2     | Anna Schpynjowa Alexandra Baranzewa Anastassija Subbotina Irma Machinja | Russland    | 92,5 m 85,5 m 83,5 m 91,5 m | 87,5 m 86,5 m 83,0 m 88,5 m | 828,7  |
| 3     | Nika Prevc Nika Vetrih Jerneja Repinc Zupančič Jerneja Brecl            | Slowenien   | 83,5 m 82,5 m 84,5 m 91,0 m | 86,0 m 84,0 m 88,5 m 93,5 m | 818,0  |
| 4     | Kurumi Ichinohe Ayuka Kamoda Ringo Miyajima Riko Sakurai                | Japan       | 85,0 m 76,0 m 89,5 m 91,0 m | 84,5 m 75,0 m 88,5 m 87,0 m | 786,3  |
| 5     | Lia Böhme Josephin Laue Michelle Göbel Selina Freitag                   | Deutschland | 87,5 m 82,5 m 79,0 m 80,5 m | 81,5 m 85,0 m 80,5 m 86,0 m | 758,9  |
| 6     | Anna Twardosz Nicole Konderla Wiktoria Przybyła Kamila Karpiel          | Polen       | 87,0 m 84,5 m 79,5 m 83,0 m | 88,0 m 79,0 m 77,0 m 81,5 m | 749,0  |

Datum: 12. Februar 2021